# 黒須春次

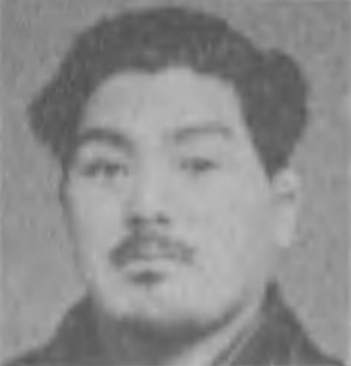
40代半ば（1934年頃）の黒須

黒須 春次（くろす はるつぎ、1888年3月13日 - 1973年3月15日）は日本の柔術家、柔道家（講道館9段・大日本武徳会教士）、政治家。
柔術家として荒木流の免許皆伝、柔道家としては講道館に足繁く通って戦前の全日本選士権大会等で活躍したほか、後には淀橋区や新宿区の区議会議員を務めて永く区政に携わった。

## 経歴
| 段位 | 年月日（年齢）         |
| ---- | ---------------------- |
| 入門 | 1913年3月9日（24歳）   |
| 初段 | 1917年1月14日（28歳）  |
| 2段  | 1919年1月12日（30歳）  |
| 3段  | 1922年3月15日（34歳）  |
| 4段  | 1924年1月13日（35歳）  |
| 5段  | 1926年12月14日（38歳） |
| 6段  | 1931年1月25日（42歳）  |
| 7段  | 1937年12月22日（49歳） |
| 8段  | 1948年5月4日（60歳）   |
| 9段  | 1972年11月（84歳）     |

東京府の淀橋（現・西新宿）に生まれる。農業をしていた父は病気がちで仕事が満足にできなかった事から、黒須は子供の頃からよく父の手伝いをさせられていた。当時は農機具は発達しておらず農業を営むには相当な体力を要す事から、体を丈夫にするために1906年より林彦次郎の元で荒木流柔術を学び始めたのが斯の道に入るきっかけとなった。
柔術修行で鍛え上げられた体を以って徴兵検査では甲種合格となり砲兵として兵役、除隊後は荒木流をはじめ柔術諸派を学んだ。現在の柔道に近い形での初学は神道六合流を名乗る野口潜龍軒が師範を務める帝國尚武會に入門してからで、1912年初段、1917年3段、1922年に4段を許された。またこの間、1916年には憲兵隊の柔道教師を拝命し、1921年には浦野一次より荒木流の免許皆伝を受けている。
一方で、黒須は柔術だけでは飽き足らず1913年3月付で講道館にも入門、柔術経験者という事で早々に級審査を受けさせられた黒須は相手の先輩4人を抜いて4級を許された。いきなりの昇級に感激した黒須は柔術・柔道に益々心酔し、講道館入門の翌年に当たる1914年2月に新宿の自宅敷地に義勇館道場を設立。
講道館の稽古にも皆勤で参加し、とりわけ昔の寒稽古は早朝点呼であったため朝4時半に新宿の自宅を出て講道館のある春日まで1時間40分の道程を歩いて通い、しばしば警察官の不審尋問も受けたという。本人は徒歩通学のおかげで足腰がかなり鍛えられたと述懐しており、荒木流・帝國尚武會・講道館と、2足ならぬ3足の草鞋を履いて稽古に励んだ黒須は、講道館で1917年1月に初段を取得すると1919年1月2段、1922年3月3段、1924年1月4段、1926年12月には5段位に列せられた。
黒須は身長167cm・体重78kgという中型の選手であったが、内股のほか古流柔術出身者らしく横捨身技を得意とし、とりわけ捨身技から固技に連絡する巧妙な体捌きは“業師”の名に相応しいものであった。これら得意技に加え元来の稽古好きとも相俟って講道館月次（つきなみ）試合や春秋2回の紅白試合に毎回出場し、4段の時には紅軍主将を務めて優勝している。
1930年に第1回全日本選士権が開催されると黒須は一般成年前期の部に第2区（東京など1府3県）代表として出場したが、準決勝戦で朝鮮代表の村上義臣の右大外落に辛酸を舐めた。翌1931年の1月に6段昇段。
49歳で臨む1937年の第7回全日本選士権には一般成年後期の部で出場し、1回戦で栃木の小倉紋蔵4段を得意の内股に降し、準決勝戦で愛媛の紺田清5段を相手に崩上四方固で一本勝を収めた。日本一の称号を賭けた決勝戦では朝鮮の日枝計江5段と相対し、延長戦に突入する激闘の末に優劣決せず惜しくも優勝預り扱いとなった。しかしその技量が認められ、大会2ヵ月後には7段を允許。
このほか大日本武徳会の大会にも毎年出場し、1937年には武徳会から教士号を拝受している。
黒須は淀橋区区議会議員や新宿区区議会議員として永く地元の区政に携わり、その風貌の特徴である大きな顎髭は、嘗て柔道修行に打ち込んだ帝國尚武會の会長であり尊敬する政治家でもある板垣退助を真似たものだという。
柔道界においては、戦後新宿柔道会の発足に奔走して同会副会長を務め、学校柔道復活のために汗を流した。また東京都柔道連盟の理事や講道館審議委員といった重責も担うなど、柔道の普及・振興に尽力。これらの功績もあり、1948年5月付で8段位を許された。
しかしながら職務に多忙でも道衣を置く事は決してせず、若かりし頃に設立した義勇館道場にて60年以上に渡り後進と共に汗を流し、門弟の数は延べ5万人を超えた。同時に自身も講道館へ足繁く通って暑中稽古・寒中稽古への皆出席は各50回を数え、これは三船久蔵10段や酒本房太郎9段に匹敵する記録であった。「1ヵ月皆勤するとその後半年は体力が持つような気がする」と黒須。
試合とは遠ざかってからも若者達と一緒に激しい稽古を行い、70歳後半を越えて若い頃の傷が痛み出してからは高段者や白帯の少年を相手に乱取を行って立技よりも寝技中心の稽古に移行した。寝技は年齢に関係なくできるため、老いてから一層興味を持ち研究を重ねたという。
永年の柔道界に対する貢献が認められた黒須は、1973年の講道館90周年記念に際して9段に昇段。
80歳を越えるとさすがに形稽古に軸足を置いたが、この頃には書道にも精を出して嘉納治五郎が頻繁に揮毫した“力必達”をよく練習していたという。
講道館の機関誌『柔道』の特集で「80歳を過ぎてまで柔道衣が着られるのは小生にとって幸福」「精力善用だと思うと同時に講道館のおかげと感謝」と語った黒須だったが、85歳の誕生日祝いで赤飯を頬張った2日後の3月15日、心筋梗塞のため午後9時30分に急逝。4月4日に中野区の成願寺で法会が取り行われ、参列者達は氏の生前の活躍に想いを寄せた。
なお、同年4月29日の天皇誕生日に勲章を受章する予定となっていたが、日本国政府は3月15日付で勲五等双光旭日章を、3月23日付で正六位を追贈している。